# Fanatism

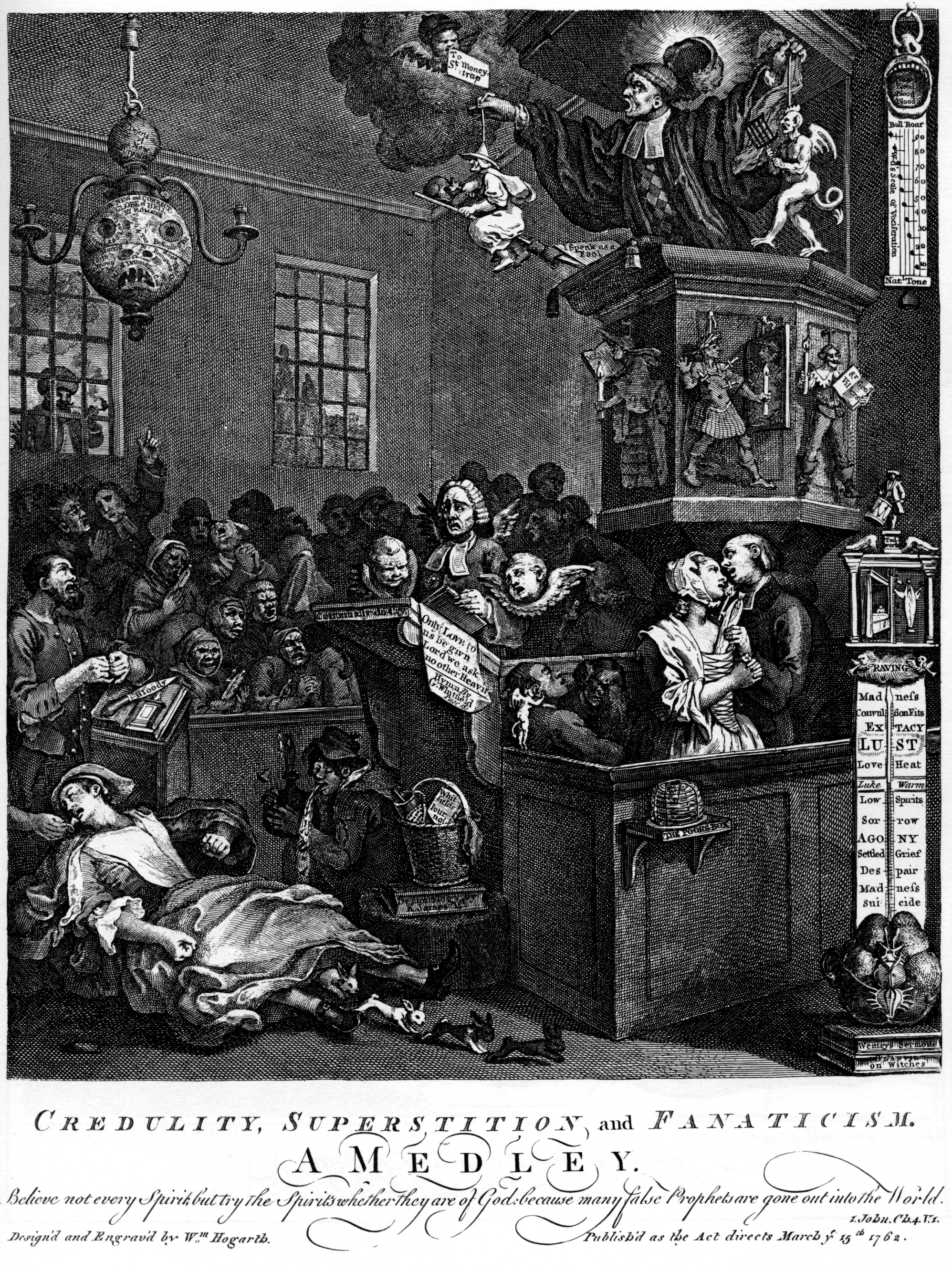
Credulitate, superstiţie şi fanatism.
Gravură de William Hogarth

Fanatism (din latină fanaticus) este un termen prin care se caracterizează atașamentul necondiționat al unei persoane sau al unui grup la o idee, doctrină, opinie sau la un scop, animat de un zel orb, fără să se țină seamă de eventualele consecințe pentru sine sau pentru alții.
În Dicționarul explicativ al limbii române (ediția 2016) fanatismul este definit ca fiind zel excesiv pentru o religie. De asemenea, în alt sens, semnifică un atașament exagerat pentru o convingere, o idee etc., dublat de o  totală intoleranță față de adversari.
Principalele trăsături ale fanatismului sunt:
- Dependență nelimitată de o idee, ideologie, religie, considerate de individul fanatic drept norme absolute pentru întreaga colectivitate.
- Intoleranță față de alte opinii sau alte puncte de vedere, chiar dacă sunt demonstrabil pozitive, când aparțin altor partide, altei religii sau altor grupe sociale considerate ostile, fără admiterea nici unui compromis, după principiul: "Cine nu este cu noi este împotriva noastră". Adversarii nu sunt combătuți cu argumente raționale, ci aduși la tăcere prin teroare sau chiar nimiciți fizic.
- Pierderea simțului critic în ceea ce privește propriile opinii sau convingeri, de cele mai multe ori situate în afara realității. Fanaticul este adesea agresiv și impenetrabil la o argumentare logică.

Fanatismul se poate manifesta în diverse domenii ale societății - politică, religie - și poate deveni o manifestare de masă. În statele totalitare, fanatizarea maselor prin propagandă bine regizată ("spălarea creierului") servește ca mijloc pentru realizarea scopurilor politice și ideologice.  În cazuri extreme, fanaticul își pierde instinctul vital de autoconservare până la sacrificiul propriei existențe, de ex. piloții japonezi "kamikaze", atentatele sinucigașe ale fundamentaliștilor islamici și creștini. Fanatismul este la originea actelor teroriste.
Nu rareori, fanaticii produc o asemenea impresie, încât sunt onorați ca eroi, preaslăviți ca martiri sau chiar venerați ca sfinți.
Opus fanatismului este principiul umanist al toleranței.
În psihopatologie, prin termenul de "psihopatie fanatică", se înțeleg manifestările acelor bolnavi psihic aderenți la o idee supraevaluată. Kurt Schneider deosebește trei tipuri de psihopați fanatici:
- Fanaticul propriului interes, certăreț și agresiv, adesea procesoman pentru un drept real sau închipuit.
- Fanaticul unei idei, combativ în favoarea unui program sau unei credințe.
- Fanaticul obstinat, opus realității, adept al unei idei sectare, al unui mod aberant de comportare sau al unei superstiții.